# Alcanivorax borkumensis
Alcanivorax borkumensis ist ein Bakterium, welches ein breites Spektrum an Kohlenwasserstoffen verwerten kann und daher in der Lage ist, auch Erdöl abzubauen. Es gehört damit zu den hydrocarbonoklastischen Bakterien.
Das Bakterium assimiliert nur wenige einfache Aminosäuren oder Zucker und kann als Energiequelle ausschließlich Kohlenwasserstoffe (von C5 bis C32) und deren Derivate verwenden, ist also obligat hydrogenoklastisch. Entdeckt wurde der Mikroorganismus nahe der Insel Borkum (daher das Epitheton borkumensis) von Wissenschaftlern der Gesellschaft für Biotechnologische Forschung und der Technischen Universität Braunschweig. 2006 ermittelten Wissenschaftler des Helmholtz-Zentrums für Infektionsforschung, der Universität Bielefeld und der Technischen Universität Braunschweig die Basensequenz des Genoms des Bakteriums.
Der Mikroorganismus gilt als ubiquitär verbreitet, da in den Ozeanen weltweit an 40 bis 50 Stellen Alcanivorax-Stämme nachgewiesen wurden. In sauberem Meereswasser kommt das Bakterium kaum vor, kann aber in ölverschmutzten Lebensräumen bis zu 90 Prozent der gesamten Bakterienpopulation ausmachen. Es gilt als eines der wichtigsten erdölabbauenden Bakterien.